# John de Mirjian
John de Mirjian (4 de julio de 1896 – 24 de septiembre de 1928) fue un fotógrafo estadounidense de origen armenio. Radicado en Nueva York, se hizo famoso por sus glamurosas imágenes de celebridades, a veces en poses atrevidas. Su hermano Arto de Mirjian continuó con el negocio después de la prematura muerte de John.

## Biografía
John de Mirjian era un fotógrafo de glamour neoyorquino, con su estudio ubicado en 1595 Broadway. Su fama empezó en 1922 y terminó con su muerte en un accidente automovilístico en 1928; conducía un Peerless descapotable en la Jericho Turnpike en Long Island a 110 km por hora, acompañado por la actriz de Broadway Gloria Christy, cuando perdió el control y el vehículo se salió de la carretera. Ella sobrevivió y como estaba casada, dijo a las autoridades que era su medio hermana. Mirjian publicó la mayoría de su trabajo en las revistas Art Lovers y Artists and Models, publicaciones mensuales de fotografías de desnudos y semidesnudos artísticos de modelos y coristas. Su hermano Arto continuó el negocio fotográfico hasta 1950.
Obtuvo notoriedad cuando la actriz Louise Brooks le demandó para impedir la publicación de su atrevidos retratos desnuda.

## Trabajos

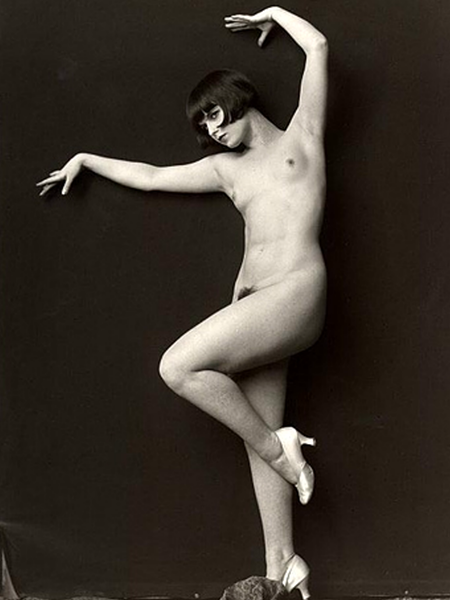
Louise Brooks interpuso una demanda contra Mirjian para impedir que distribuyera sus retratos desnuda.
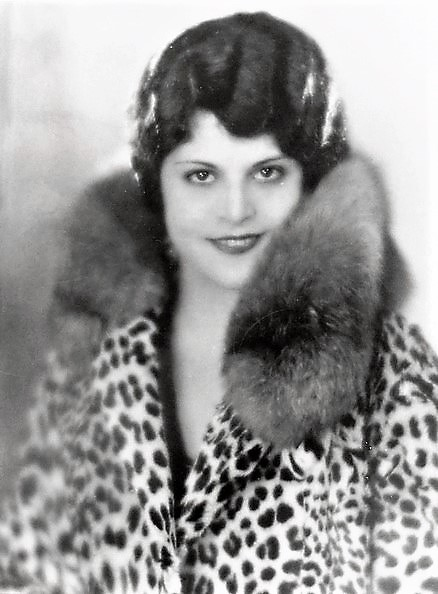
Lina Basquette, actriz.
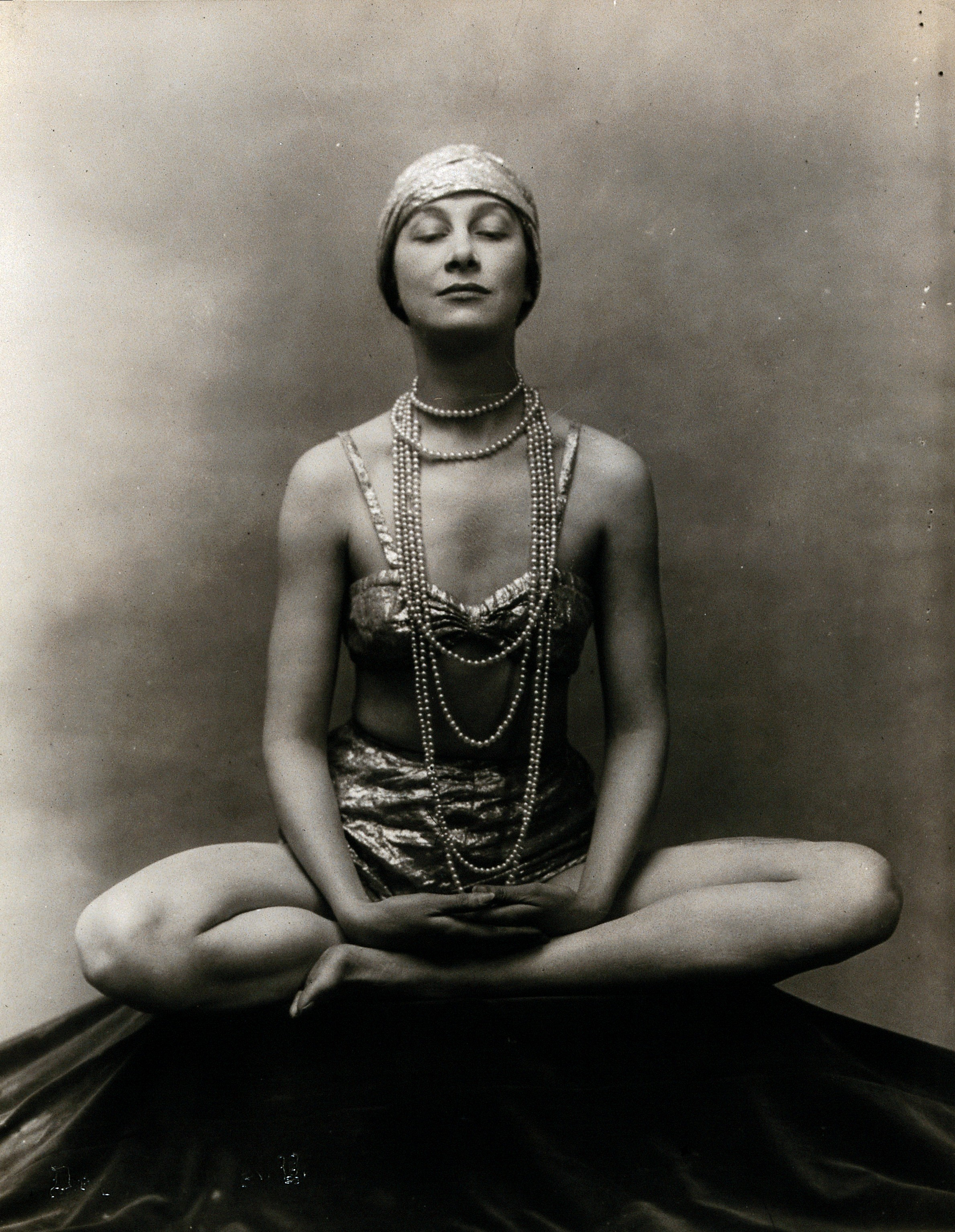
Marguerite Agniel, promotora del yoga desnudo, en Muktasana.
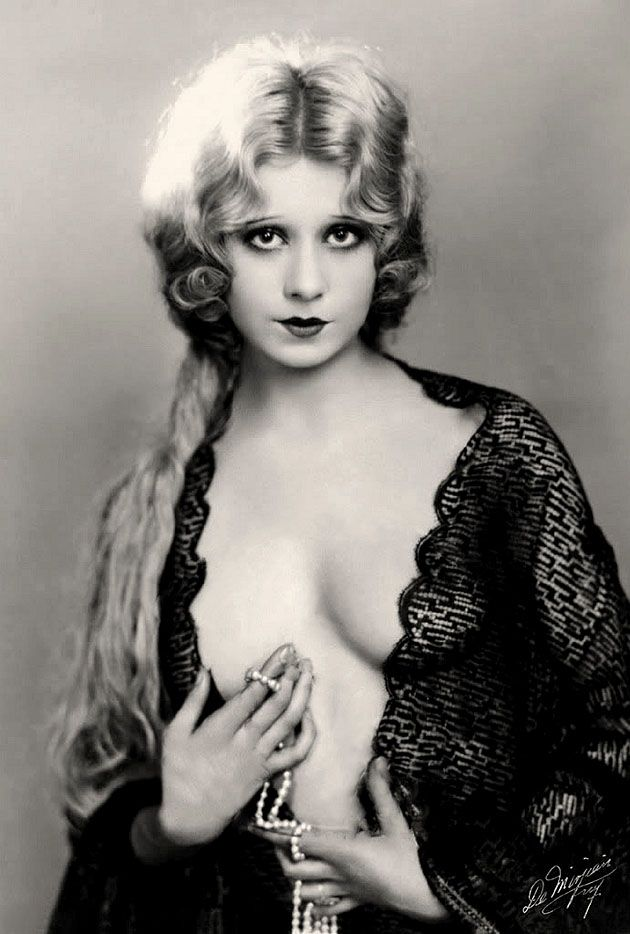
Faith Bacon, vedette y bailarina.
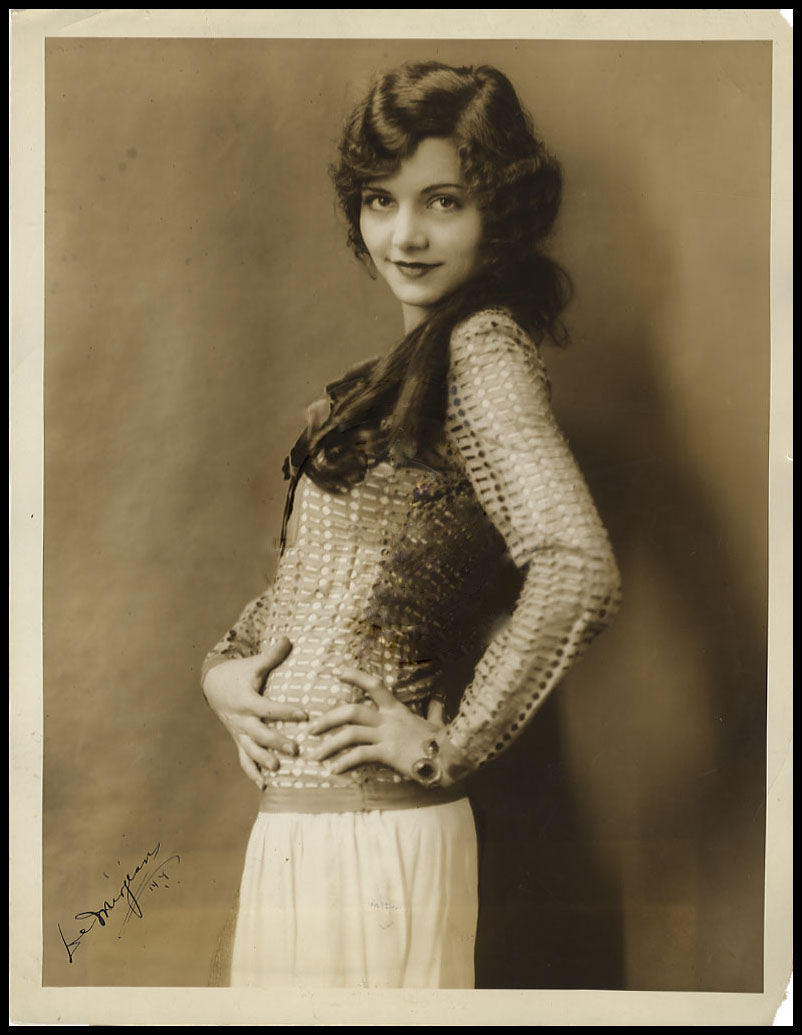
Peggy Shannon, actriz de cine y de Broadway.
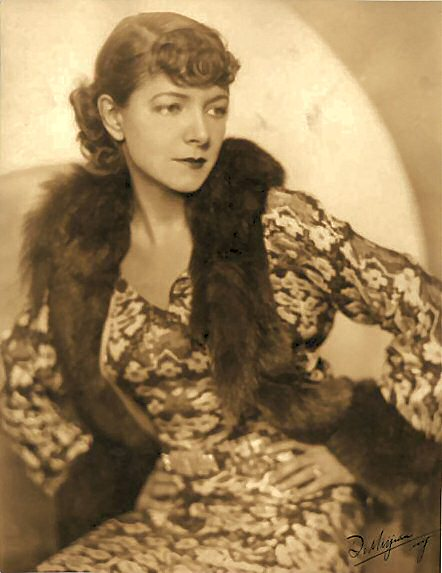
Helen Hayes, actriz.
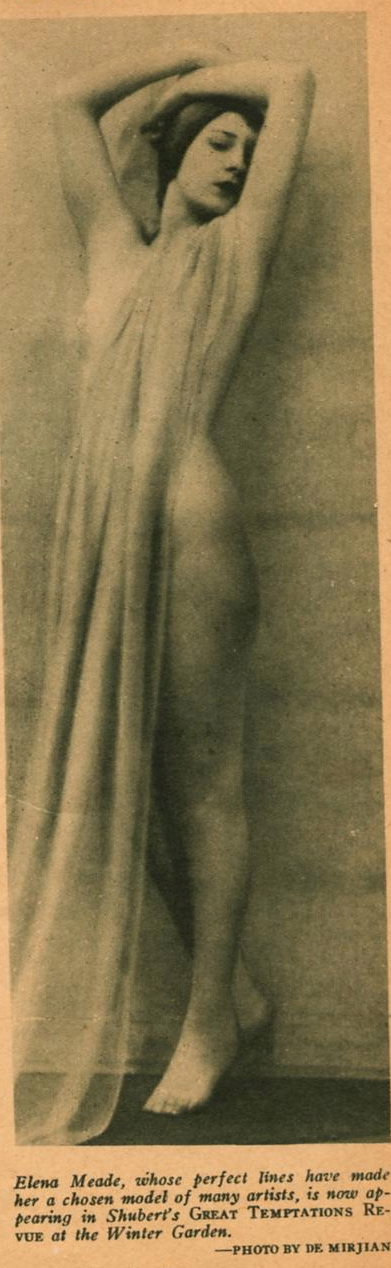
Elena Meade, modelo, 1926.
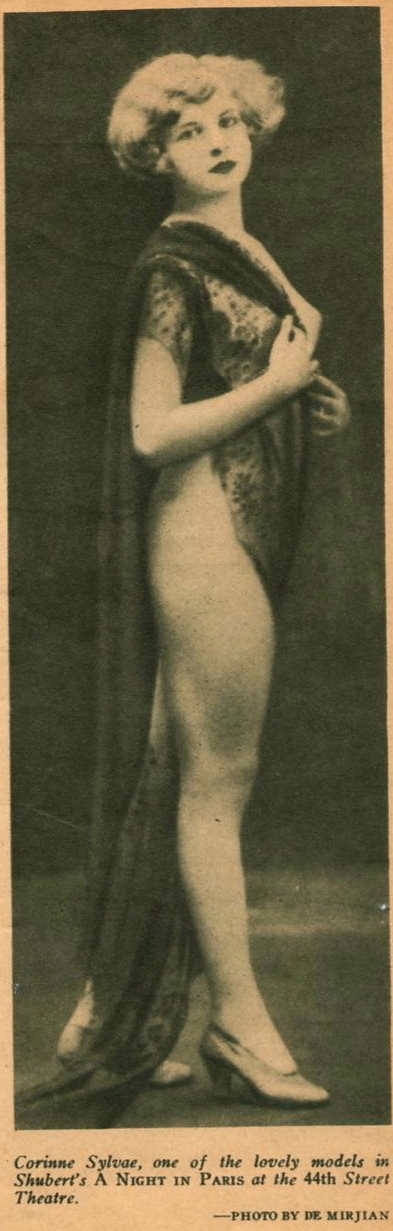
Corinne Sylvae, modelo, 1926.